# Davide Perez
Davide Perez (1711 Neapol – 30. října 1778 Lisabon) byl italský hudební skladatel narozený v Neapoli, od roku 1752 dvorní skladatel v Lisabonu.

## Život
Narodil se v Neapoli jako syn Giovanni Pereze a Rosaliny Serrari. V jedenácti letech se stal studentem neapolské konzervatoře Conservatorio di Santa Maria di Loreto. Studoval zpěv a cembalo u Giovaniho Veneziana, hru na housle u Francesca Barbelly a kontrapunkt u Francesca Manciniho. Absolvoval v roce 1733.
Po dokončení studia vstoupil do služeb sicilského prince Aragonské koruny Baldassara Naselliho. Z roku 1734 pocházejí jeho první známé skladby, latinské kantáty Ilium Palladio astu Subducto Expugnatum a Palladium, provedené v Palermu v Collegio della Società di Gesù. V následujících letech byl aktivní jak v Neapoli, tak i v Palermu. Jeho novým pánem se stal komorník Karla I., vévody z Parmy a nově korunovaného krále neapolského a sicilského. Jeho první opera, La nemica amante, byla komponována ke královým narozenináma a provedena 4. listopadu 1735 v zahradách neapolského královského paláce a později i v divadle Teatro San Bartolomeo. Opera měla úspěch a ten se stal základem Perezovy kariéry. V roce 1738 se stal zástupcem sbormistra v královské kapli Cappella Palatina v Palermu. O rok později, po smrti Pietra Puzzuola, se stal prvním sbormistrem (maestro di cappella).
Na začátku čtyřicátých let se Perez byl již uznávaným skladatelem. Opera, kterou komponoval pro římské divadlo Teatro d’Alibert v roce 1740, nebyla provedena pro náhlou smrt papeže Klementa XII. Perez se vrátil do Neapole a v krátkém sledu uvedl u královského dvora komickou operu I travestimenti amorosi a serenatu L’amor pittore. V divadle Teatro San Carlo pak operu seria Il Siroe.
V Palermu nebylo mnoho příležitosti k uvádění oper, proto většina Perezových skladeb až do roku 1745 byly kantáty, serenády a chrámová hudba včetně oratoria La Passione di Gesù Cristo na text Pietra Metastasia. Kromě toho zkomponoval chrámovou hudbu pro Neapol a dvě opery pro janovskou karnevalovou sezónu roku 1744. V březnu 1748 byl skladatel z Palerma uvolněn a již nikdy se do tohoto města nevrátil, i když až do smrti pobíral poloviční plat.
V rychlém sledu uvedl s úspěchem opery v Neapoli, Římě, Benátkách, Miláně, Turíně a ve Vídni. V únoru 1749 se účastnil veřejné soutěže s N. Jomellim na obsazení místa kapelníka ve Vatikánu. Toto místo však nezískal.
V roce 1752 pozval portugalský král Josef I. Portugalský Pereze do Lisabonu, aby se stal královským kapelníkem a učitelem hudby. Perez přijal a toto místo zastával až do své smrti. Nezanedbatelnou roli pro jeho rozhodnutí hrály kromě výše platu i hudební a divadelní možnosti, které Lisabon nabízel. Ambicí nedávno korunovaného panovníka bylo změnit orientaci portugalské dvorní hudby, která byla v době panování jeho otce zcela zaměřena na chrámovou hudbu. Dominantní měla být nadále operní hudba italská a tak se v Lisabonu objevili nejslavnější hudebníci, zpěváci a designéři.
Všechno změnilo katastrofální zemětřesení, které postihlo Lisabon 1. listopadu 1755. Ópera do Tejo byla zničena pouhých šest měsíců po svém otevření. V následujících sedmi letech nebyla v Lisabonu provedena žádná opera a i pozdější inscenace nebyly tak okázalé. V průběhu posledních 23 let svého života zkomponoval Perez pouze tři opery. Místo toho komponoval velké množství chrámové hudby a prakticky zásoboval dva hlavní chrámy Lisabonu hudbou ke všem církevním příležitostem.
I když už nikdy neopustil Portugalsko, jeho dobrá mezinárodní pověst přetrvávala. V roce 1774 byl zvolen členem londýnské Akademie staré hudby (Academy of Ancient Music). V Londýně byla také vydána jeho skladba Mattutino de' Morti, jediná která vyšla tiskem za jeho života. Jinak se však jeho, zvláště chrámové skladby, šířily v četných opisech. V posledních čtyřech letech svého života trpěl skladatel chronickými chorobami a ztrácel i zrak. Komponovat však nepřestával. V roce 1778 ho jeho žačka, královna Marie I. Portugalská, vyznamenala Kristovým řádem. Když pak v témže roce zemřel, byl mu vypraven pohřeb na státní výdaje.

## Dílo

### Jevištní díla
- La nemica amante ,dramma per musica (1735, Neapol, Palazzo Reale a Teatro San Bartolomeo)
- Il trionfo di Venere, serenata (1738, Palermo)
- L’Atlanta, serenata (1739, Palermo)
- I travestimenti amorosi, commedia per musica (libreto Antonio Palomba, 1740, Neapol, Palazzo Reale)
- L’amor pittore, componimento drammatico civile (libreto Nicola Giuvo, 1740, Neapol, Palazzo Reale)
- Siroe, re di Persia, dramma per musica (libreto Pietro Metastasio, 1740, Neapol)
- L’eroismo di Scipione (1741, Palermo)
- Demetrio, dramma per musica (libreto Pietro Metastasio, 1741, Palermo)
- Astartea (1743, Palermo)
- Leucippo, favola pastorale (libreto Giovanni Claudio Pasquini, 1744 Palermo, Teatro di Santa Cecilia)
- Medea (1744, Palermo)
- Alessandro nell’Indie, dramma per musica (libreto Pietro Metastasio, 1744, Janov, Teatro Falcone)
- Merope (libreto Apostolo Zeno; karneval 1744, Janov, Teatro Falcone)
- L’errore amoroso commedia per musica (libreto Antonio Palomba, karneval 1745, Palermo, Teatro di Santa Cecilia)
- L’isola incantata (1746, Palermo)
- L’amor fra congionti, commedia per musica (karneval 1746, Palermo, Teatro di Santa Cecilia)
- L’Artaserse, dramma per musica (libreto Pietro Metastasio 1748, Florencie, Teatro della Pergola)
- La clemenza di Tito dramma per musica (libreto Pietro Metastasio, 1749, Neapol, Teatro San Carlo)
- La Semiramide riconosciuta dramma per musica (libreto Pietro Metastasio, 1749, Řím, Teatro delle Dame)
- Andromaca (1750, Vídeň, Hoftheater)
- Vologeso (libreto Apostolo Zeno; 1750, Vídeň, Hoftheater); přepracovaná jako Lucio Vero (1754, Verona), znovu přepracovaná jako La Berenice (karneval 1762, Verona)
- Didone abbandonata, dramma per musica (libreto Pietro Metastasio, 1751, Janov)
- Ezio, dramma per musica (libreto Pietro Metastasio), (karneval 1751, Milán, Teatro Regio Ducale)
- Il Farnace, dramma per musica (libreto Apostolo Zeno, revize Antonio Maria Lucchini, karneval 1751, Turín, Teatro Regio)
- Zenobia, dramma per musica (libreto Pietro Metastasio, 1751, Milán, Teatro Regio Ducale)
- Il Demofoonte, dramma per musica (libreto Pietro Metastasio, 1752, Lisabon, Teatro di Corte)
- L’olimpiade, dramma per musica (libreto Pietro Metastasio, 1754, Lisabon, Teatro di Corte)
- L’eroe cinese, dramma per musica (libreto Pietro Metastasio, 1753, Lisabon, Teatro di Corte)
- Adriano in Siria, dramma per musica (libreto Pietro Metastasio, karneval 1754, Lisabon, Teatro de Salvaterra)
- L’Ipermestra, dramma per musica(libreto Pietro Metastasio, 1754, Lisabon, Teatro di Corte)
- Il re pastore, dramma per musica (libreto Pietro Metastasio, 1756, Cremona, Nuovo Teatro)
- Solimano, dramma per musica (libreto Giovanni Ambrogio Migliavacca, karneval 1757, Lisabon, Teatro de Salvaterra)
- Enea in Italia (1759, Lissabon, Salvaterra)
- Arminio, pasticcio (podle Antonia Salvi), 1760, Londýn, Her Majesty’s Theatre)
- La vera felicità, componimento drammatico (libreto Mariano Bergonzoni Mortelli, 1761, Lissabon, Palazzo Queluz)
- La Berenice (karneval 1762, Verona, Teatro Filarmonico)
- Giulio Cesare (1762, Lisabon)
- L’isola disabitata, componimento drammatico (libreto Pietro Metastasio, 1767, Lisabon, Palazzo Queluz)
- Le cinesi, componimento drammatico (libreto Pietro Metastasio, 1769, Lisabon)
- Creusa in Delfo, dramma per musica (libreto Gaetano Martinelli, 1774, Lisabon, Teatro de Salvaterra)
- Il ritorno di Ulisse in Itaca, componimento drammatico (libreto Mariano Bergonzoni Mortelli, 1774, Lisabon, Palazzo Queluz)
- L’eroe coronato, serenata (libreto Gaetano Martinelli, 1775, Lisabon)
- La pace fra la virtù e la bellezza, componimento drammatico (libreto Pietro Metastasio, 1777, Lissabon)

### Chrámová hudba
- La passione di Gesù Cristo (oratorium, Palermo, 1742)
- Mattutino de’ Morti (Londýn, 1774)
- Il Martirio di S. Bartolomeo (oratorium, 1779, Padova)
- několik mší
- Mattutino del Ss. Natale
- Lamentazioni a Responsorij per i tre Uffizii delle Tembre
- Responsorij per la settimana Santa
- Victime paschalis
- Responsorij para la fiesta de Navidad
- dvě Salve regina
- Žalmy: Memento Domine, In exitu Israel, Nisi dominus, Haec dies, Haec dies
- Quoniam tu
- dvě Miserere
- tři Laudate pueri
- Libera
- Dixit
- Magnificat
- dvě Credo
- Et incarnatus
- Tenebrae factae sunt
- Motetti concertati

### Jiná díla
- Serenata (1733)
- L'Amor prigioniero, cantate profane
- mnoho jednotlivých árií, duet a solfedgií
- skladby pro výuku zpěvu a generálního basu